# Monte Baldo
Monte Baldo (2218 m n. m.) je hora v Gardských horách ve Východních Alpách. Nachází se v severní Itálii na hranicích oblastí Tridentsko-Horní Adiže a Benátsko východně od Gardského jezera. Hora má několik vrcholů, z nichž nejvyšším je Valdritta s nadmořskou výškou 2218 m.
Vrchol dobře přístupný lanovkou z města Malcesine.

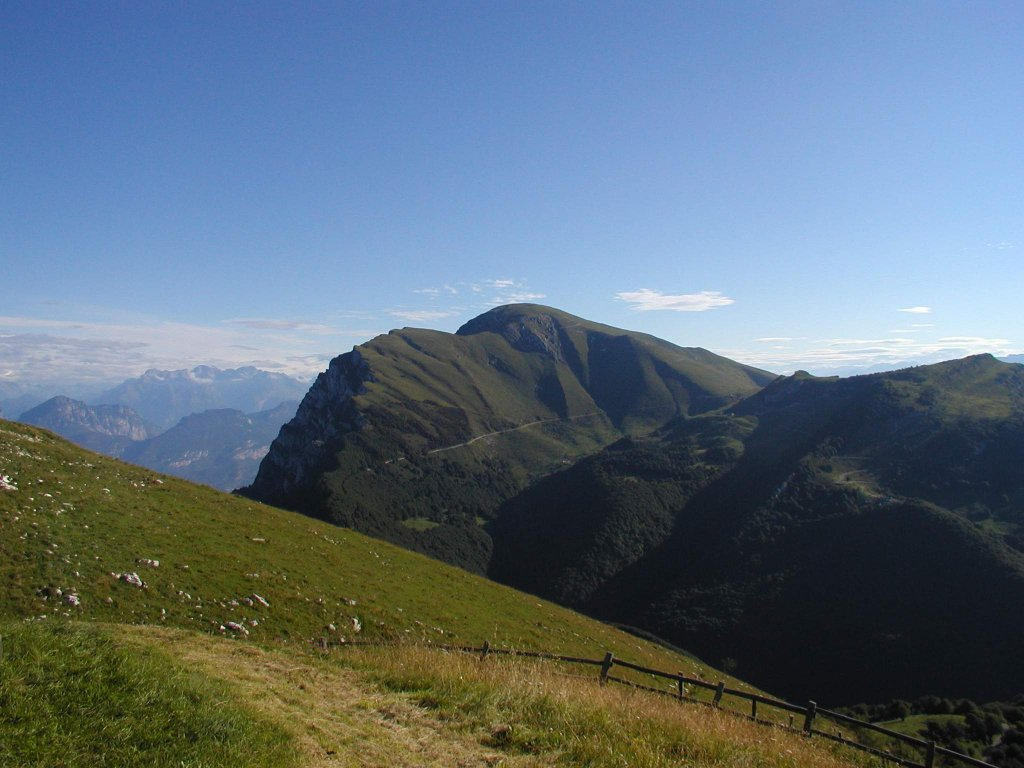
Monte Altissimo di Nago v masivu Monte Baldo